# Тюбяково
Тюбя́ково (рос. Тюбяково, башк. Төбәк) — присілок у складі Аургазинського району Башкортостану, Росія. Входить до складу Тукаєвської сільської ради.
Населення — 176 осіб (2010; 188 в 2002).
Національний склад:
- татари — 93%